# Amandine Buchard

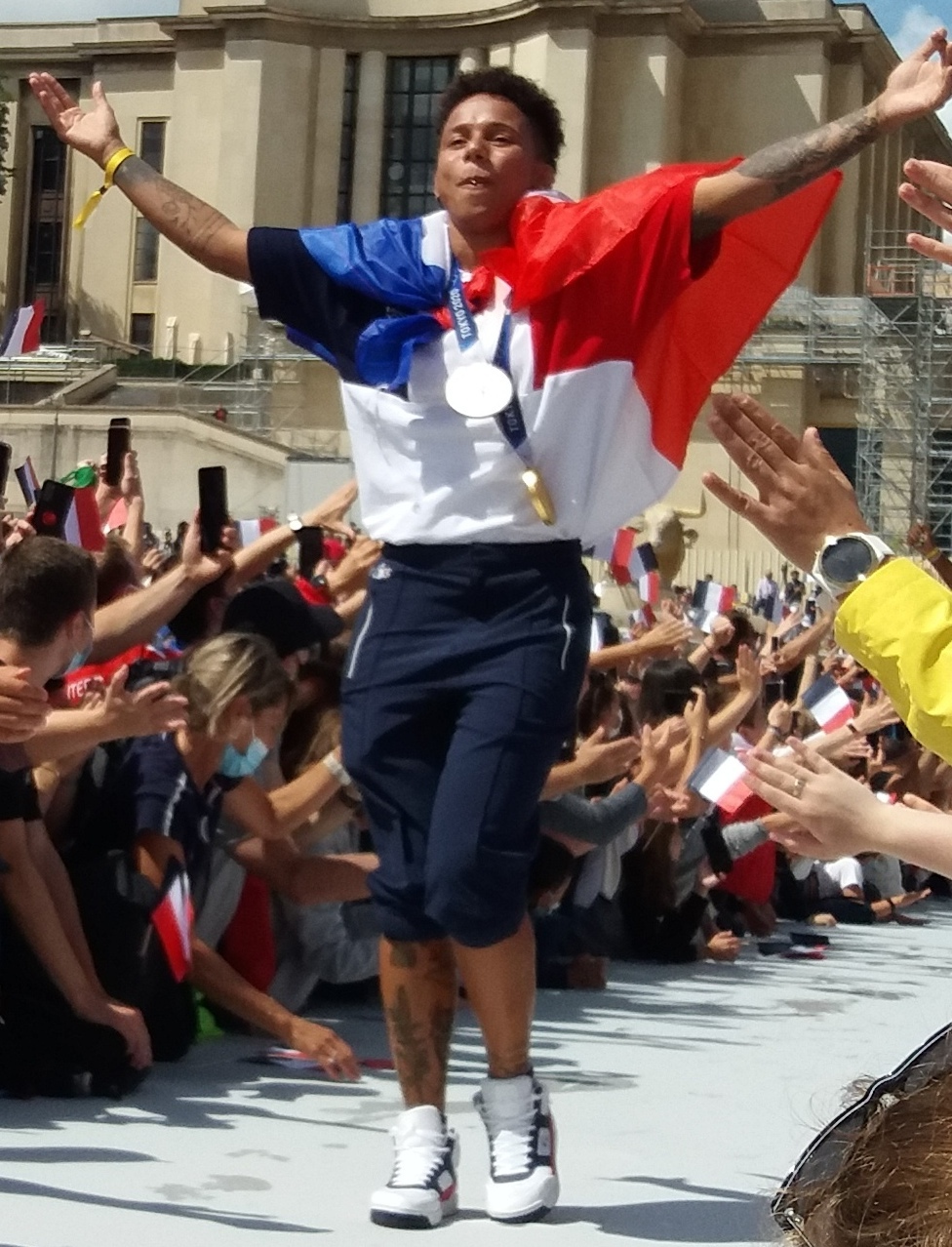
Amandine Buchard und ihre Olympiamedaille (2021)

Amandine Buchard (* 12. Juli 1995 in Noisy-le-Sec) ist eine französische Judoka. Sie gewann 2014, 2018, 2022, 2023 und 2024 Bronze bei den Judoweltmeisterschaften, 2021 war sie Europameisterin und Olympiazweite, 2023 noch einmal Europameisterin, 2024 Olympiadritte.

## Sportliche Karriere
Amandine Buchard trat bis August 2014 überwiegend im Superleichtgewicht an, der Gewichtsklasse bis 48 Kilogramm. 2011 war sie Zweite der Kadetten-Europameisterschaften und Dritte der U17-Weltmeisterschaften. 2012 gewann Buchard ihren ersten französischen Meistertitel in der Erwachsenenklasse. 2013 war sie Fünfte der Junioren-Europameisterschaften und gewann Bronze bei den U21-Weltmeisterschaften. Ende des Jahres gewann sie ihren zweiten französischen Meistertitel und das Grand-Prix-Turnier in Abu Dhabi. Bei den Europameisterschaften 2014 in Montpellier erreichte sie mit einem Sieg über die Ukrainerin Maryna Tschernjak das Finale, dort unterlag sie der Ungarin Éva Csernoviczki. Vier Monate später bei den Weltmeisterschaften in Tscheljabinsk besiegte sie im Viertelfinale Maryna Tschernjak. Nach ihrer Halbfinalniederlage gegen die Argentinierin Paula Pareto bezwang sie im Kampf um eine Bronzemedaille die Russin Alessja Kusnezowa. Zwei Monate nach den Weltmeisterschaften gewann sie im Oktober 2014 bei den U21-Weltmeisterschaften den Titel im Halbleichtgewicht, der Gewichtsklasse bis 52 Kilogramm. In dieser Gewichtsklasse kämpft sie seither.
Nach zwei schwächeren Jahren gewann sie mit der französischen Equipe 2017 den Mannschafteuropameistertitel. Bei den Weltmeisterschaften 2017 in Budapest belegte sie den siebten Platz, nachdem sie im Viertelfinale gegen die Kosovarin Majlinda Kelmendi verloren hatte. Ende 2017 gewann sie den französischen Meistertitel. Anfang 2018 unterlag Buchard im Finale des Grand-Slam-Turniers von Paris der Japanerin Uta Abe. Bei den Europameisterschaften 2018 schied sie in ihrem ersten Kampf gegen die Rumänin Andreea Chițu aus. Fünf Monate später erreichte sie bei den Weltmeisterschaften in Baku das Halbfinale und unterlag dort Uta Abe. Mit einem Sieg über die Belgierin Charline Van Snick erkämpfte Buchard eine Bronzemedaille. 2019 siegte sie beim Grand-Slam-Turnier in Baku. Die Europameisterschaften 2019 wurden im Rahmen der Europaspiele 2019 in Minsk ausgetragen. Buchard unterlag im Halbfinale Majlinda Kelmendi, im Kampf um Bronze schlug sie die Italienerin Odette Giuffrida. Drei Tage nach ihrer Einzelmedaille gewann sie mit der französischen Equipe Bronze im Mannschaftswettbewerb. 2021 gewann Buchard den Titel bei den Europameisterschaften in Lissabon mit einem Finalsieg über die Italienerin Odette Giuffrida. Drei Monate später bezwang sie im Viertelfinale der Olympischen Spiele in Tokio die Südkoreanerin Park Da-sol. Nach ihrem Halbfinalsieg gegen Fabienne Kocher aus der Schweiz unterlag sie im Finale der Japanerin Uta Abe. 2022 unterlag sie im Finale der Europameisterschaften in Sofia der Britin Chelsie Giles. Ein halbes Jahr später gewann Buchard die Bronzemedaille bei den Weltmeisterschaften in Taschkent. Im März 2023 besiegte Buchard beim Grand Slam in Antalya im Finale Chelsie Giles. Bei den Weltmeisterschaften 2023 in Doha verlor sie im Viertelfinale gegen Uta Abe. Mit zwei Siegen in der Hoffnungsrunde erkämpfte Buchard ihre vierte Bronzemedaille bei Weltmeisterschaften. Im November bei den Europameisterschaften in Montpellier besiegte sie im Finale Distria Krasniqi aus dem Kosovo. Im März 2024 gewann Buchard den Grand Slam in Taschkent. Im Mai 2024 bei den Weltmeisterschaften in Abu Dhabi verlor sie im Halbfinale gegen die Italienerin Giuffrida, im Kampf um Bronze besiegte sie die Ungarin Réka Pupp.
Bei den Olympischen Spielen 2024 in Paris gewann sie die Bronzemedaille, nachdem sie zuvor im Halbfinale der späteren Olympiasiegerin Diyora Keldiyorova unterlag.

## Privates
Buchard gab öffentlich ihre sexuelle Orientierung bekannt und beteiligte sich als eine von sechs französischen Sportlern an der Dokumentation Faut qu'on parle.